# IHF Super Globe 2017
Der 11. IHF Men’s Super Globe wurde vom 25. bis 28. August 2017 in Doha, Katar ausgetragen. Der FC Barcelona gewann das Turnier im Finale gegen die Füchse Berlin, die nach zwei Siegen zum dritten Mal in Folge ins Finale einzogen. Barcelona stieg durch den insgesamt dritten Titel zum alleinigen Rekordtitelträger auf.

## Austragungsort
Das Turnier wurde wie in den Vorjahren ausschließlich in der Duhail Sports Hall in Doha ausgetragen.

## Teilnehmer
Für die Teilnahme am Turnier qualifizierten sich die folgenden Mannschaften:
| Verein        | Kontinent (Verband) | Qualifiziert als |
| ------------- | ------------------- | ---------------- |
| Füchse Berlin | Europa (EHF)        | Titelverteidiger |

## Spiele

### Viertelfinale
| 25. August 2017 13:00 Uhr | FC Barcelona | 42:24 | Espérance Sportive de Tunis | Duhail Sports Hall, Doha Zuschauer: 1.500 |
| 25. August 2017 13:00 Uhr | (19:10)      |       |                             | Duhail Sports Hall, Doha Zuschauer: 1.500 |
| 25. August 2017 13:00 Uhr | Spielbericht |       |                             | Duhail Sports Hall, Doha Zuschauer: 1.500 |

| 25. August 2017 15:00 Uhr | RK Vardar Skopje | 30:22 | Naft & Gaz Gachsaran | Duhail Sports Hall, Doha Zuschauer: 400 |
| 25. August 2017 15:00 Uhr | (15:10)          |       |                      | Duhail Sports Hall, Doha Zuschauer: 400 |
| 25. August 2017 15:00 Uhr | Spielbericht     |       |                      | Duhail Sports Hall, Doha Zuschauer: 400 |

| 25. August 2017 17:00 Uhr | Füchse Berlin | 33:31 | EC Pinheiros | Duhail Sports Hall, Doha Zuschauer: 800 |
| 25. August 2017 17:00 Uhr | (16:14)       |       |              | Duhail Sports Hall, Doha Zuschauer: 800 |
| 25. August 2017 17:00 Uhr | Spielbericht  |       |              | Duhail Sports Hall, Doha Zuschauer: 800 |

| 25. August 2017 19:00 Uhr | al-Sadd Sports Club | 33:25 | Sydney University | Duhail Sports Hall, Doha Zuschauer: 700 |
| 25. August 2017 19:00 Uhr | (14:11)             |       |                   | Duhail Sports Hall, Doha Zuschauer: 700 |
| 25. August 2017 19:00 Uhr | Spielbericht        |       |                   | Duhail Sports Hall, Doha Zuschauer: 700 |

### Playoff Platz 5–8
| 26. August 2017 13:00 Uhr | Naft & Gaz Gachsaran | 28:35 | Espérance Sportive de Tunis | Duhail Sports Hall, Doha |
| 26. August 2017 13:00 Uhr | (12:16)              |       |                             | Duhail Sports Hall, Doha |
| 26. August 2017 13:00 Uhr | Spielbericht         |       |                             | Duhail Sports Hall, Doha |

| 26. August 2017 15:00 Uhr | Sydney University | 26:32 | EC Pinheiros | Duhail Sports Hall, Doha |
| 26. August 2017 15:00 Uhr | (11:16)           |       |              | Duhail Sports Hall, Doha |
| 26. August 2017 15:00 Uhr | Spielbericht      |       |              | Duhail Sports Hall, Doha |

### Halbfinale
| 26. August 2017 17:00 Uhr | RK Vardar Skopje | 29:32 | FC Barcelona | Duhail Sports Hall, Doha |
| 26. August 2017 17:00 Uhr | (12:15)          |       |              | Duhail Sports Hall, Doha |
| 26. August 2017 17:00 Uhr | Spielbericht     |       |              | Duhail Sports Hall, Doha |

| 26. August 2017 19:00 Uhr | al-Sadd Sports Club | 23:30 | Füchse Berlin | Duhail Sports Hall, Doha |
| 26. August 2017 19:00 Uhr | (13:16)             |       |               | Duhail Sports Hall, Doha |
| 26. August 2017 19:00 Uhr | Spielbericht        |       |               | Duhail Sports Hall, Doha |

### Spiel um Platz 7
| 28. August 2017 13:00 Uhr | Sydney University | 24:27 | Naft & Gaz Gachsaran | Duhail Sports Hall, Doha |
| 28. August 2017 13:00 Uhr | (12:13)           |       |                      | Duhail Sports Hall, Doha |
| 28. August 2017 13:00 Uhr | Spielbericht      |       |                      | Duhail Sports Hall, Doha |

### Spiel um Platz 5
| 28. August 2017 15:00 Uhr | EC Pinheiros | 32:29 | Espérance Sportive de Tunis | Duhail Sports Hall, Doha |
| 28. August 2017 15:00 Uhr | (15:17)      |       |                             | Duhail Sports Hall, Doha |
| 28. August 2017 15:00 Uhr | Spielbericht |       |                             | Duhail Sports Hall, Doha |

### Spiel um Platz 3
| 28. August 2017 17:00 Uhr | al-Sadd Sports Club | 19:37 | RK Vardar Skopje | Duhail Sports Hall, Doha Schiedsrichter: García, Marín |
| 28. August 2017 17:00 Uhr | (10:14)             |       |                  | Duhail Sports Hall, Doha Schiedsrichter: García, Marín |
| 28. August 2017 17:00 Uhr | Spielbericht        |       |                  | Duhail Sports Hall, Doha Schiedsrichter: García, Marín |

### Finale
| 28. August 2017 19:00 Uhr | Füchse Berlin | 25:29 | FC Barcelona | Duhail Sports Hall, Doha Zuschauer: 1.500 Schiedsrichter: Līcis, Sondors |
| 28. August 2017 19:00 Uhr | (12:15)       |       |              | Duhail Sports Hall, Doha Zuschauer: 1.500 Schiedsrichter: Līcis, Sondors |
| 28. August 2017 19:00 Uhr | Spielbericht  |       |              | Duhail Sports Hall, Doha Zuschauer: 1.500 Schiedsrichter: Līcis, Sondors |

## Abschlussplatzierung
| Rang   | Team                        | Sp. | S | U | N | Tore    | Diff. | Pkt. |
| ------ | --------------------------- | --- | - | - | - | ------- | ----- | ---- |
| Gold   | FC Barcelona                | 3   | 3 | 0 | 0 | 103:780 | +25   | 6    |
| Silber | Füchse Berlin               | 3   | 2 | 0 | 1 | 88:83   | 0+5   | 4    |
| Bronze | RK Vardar Skopje            | 3   | 2 | 0 | 1 | 96:73   | +23   | 4    |
| 4.     | al-Sadd Sports Club         | 3   | 1 | 0 | 2 | 75:92   | −17   | 2    |
| 5.     | EC Pinheiros                | 3   | 2 | 0 | 1 | 95:88   | 0+7   | 4    |
| 6.     | Espérance Sportive de Tunis | 3   | 1 | 0 | 2 | 088:102 | −14   | 2    |
| 7.     | Naft & Gaz Gachsaran        | 3   | 1 | 0 | 2 | 77:89   | −12   | 2    |
| 8.     | Sydney University           | 3   | 0 | 0 | 3 | 75:92   | −17   | 0    |